# エンワールド・ジャパン
エンワールド・ジャパン株式会社（英: en world Japan K.K.）は、国内外の企業と専門家を繋げる日本のグローバル人材紹介会社である。求人情報メディア、人材紹介サービスを行っているエン・ジャパン株式会社の子会社。

## 概要
エンワールドグループとしてアジア太平洋地域3か国に11の拠点をもち、ミッドキャリア・エグゼクティブ・スペシャリストに特化したリクルーティングサービスを提供する。“Enabling Success（入社後活躍）”をミッションに掲げ、企業と求職者双方の長期的な利益を追求した人材紹介を行っており、市場動向や各分野の専門知識に精通したコンサルタントを有している。

## 沿革
- 1999年 - 金融分野のリクルーティングサービスに特化したブティック型の人材紹介会社「ウォールストリートアソシエイツ株式会社」として設立。
- 2010年8月 - エン・ジャパン株式会社の連結子会社となる。
- 2012年4月 - 社名を「エンワールド・ジャパン株式会社」へ変更。

## 拠点
東京（本社）、名古屋、大阪

## 受賞歴
公式ウェブサイト「受賞歴」による
- 2019年
  - Abbott Best Partner Award 2019（アボットジャパン株式会社）
- 2018年
  - Philips The best placement award 2018（株式会社フィリップス・ジャパン）
- 2017年
  - Japan Headhunter Awards Outstanding Performer （株式会社BIZREACH）
- 2016年
  - The Consumer Recruitment Company of the year / Recruitment International Awards 2016
- 2015年
  - The Supply Chain ＆ Logistics Recruitment Company of the Year / Recruitment International Awards 2015
  - pwc Consulting Agent Award FY15 (PricewaterhouseCoopers CO.,Ltd)
  - HUAWEI GOLD  AWARD / Japan partner convention (HUAWEI TECHNOLOGIES JAPAN K.K.)
- 2014年
  - The Finance and Accountancy Recruitment Company of the year / Recruitment International Awards 2014
  - The Supply Chain Recruitment Company of the Year / Recruitment International Awards 2014